# Коффи, Тереза
Тереза Энн Коффи (англ. Thérèse Anne Coffey; род. 18 ноября 1971, Биллиндж) — британский политик, член Консервативной партии; член парламента от Суффолк-Костал с 2010 года. Министр труда и пенсий (2019—2022), заместитель премьер-министра, министр здравоохранения и соцобеспечения (2022). Министр окружающей среды, продовольствия и сельского хозяйства (2022—2023).

## Биография
Коффи родилась 18 ноября 1971 года в Биллиндже, Ланкашир, а выросла в Ливерпуле. Окончила Сомервиль-колледж Оксфордского университета, получила степень доктора философии по химии в Университетском колледже Лондона. Работала в компании Mars, затем прошла обучение на бухгалтера и сделала карьеру, получив должность финансового директора британского отделения корпорации.
Коффи баллотировалась в качестве кандидата от Консервативной партии по избирательному округу Рексхэм в Уэльсе на всеобщих выборах 2005 года.
В 2010 году впервые избрана в Палату общин, в 2013 году голосовала против легализации однополых браков в Великобритании, в 2016 году при подготовке к референдуму о членстве Великобритании в Евросоюзе агитировала против выхода. Называет своим кумиром в политике Маргарет Тэтчер.
17 июля 2016 года назначена младшим министром Департамента окружающей среды, продовольствия и сельского хозяйства в правительстве Терезы Мэй, получив в своё ведение меры по борьбе с наводнениями и преодолению их последствий.
8 сентября 2019 года назначена министром труда и пенсий в кабинете Бориса Джонсона после внезапной отставки Эмбер Радд. Она сохранила свою позицию при перестановках в кабинете Бориса Джонсона в феврале 2020 года после выхода Великобритании из ЕС.
6 сентября 2022 года при формировании правительства Лиз Трасс назначена заместителем премьер-министра, министром здравоохранения и социального обеспечения.
25 октября 2022 года по завершении правительственного кризиса был сформирован кабинет Риши Сунака, в котором Коффи получила портфель министра окружающей среды, продовольствия и сельского хозяйства.
23 февраля 2023 года Коффи была вызвана в Палату общин на слушания по поводу возникшей в супермаркетах нехватки импортных овощей, в том числе помидоров, из-за неурожая в Испании и Северной Африке. Давая разъяснения о возможных путях выхода из кризиса она упомянула потребление местных продуктов, включая репу, что было использовано оппозицией для информационного удара по правительству — лейборист Бен Брэдшоу опубликовал в Твиттере фразу «Пусть едят репу!».
13 ноября 2023 года ушла в отставку, когда Сунак начал серию кадровых перемещений в правительстве после увольнения Суэллы Браверман.

## Личная жизнь
Сестра Терезы Коффи Клэр с 2015 года работает в офисе парламента секретарём. Тереза Коффи — болельщица футбольного клуба «Ливерпуль». Также Тереза — преданная поклонница рок-группы Muse.